# 모라탈라스
모라탈라스(스페인어: Moratalaz)는 스페인 마드리드의 행정구 중 하나이다.

## 지역

모라탈라스

모라탈라스는 7개의 다음과 같은 지구가 있다.
- 폰타론
- 오르카호
- 마로퀴나
- 메디아레구아
- 파보네스
- 비나테로스